# 1 000 kilomètres de Brands Hatch 1986
Navigation
Édition précédente Édition suivante
Les 1 000 kilomètres de Brands Hatch 1986 (officiellement appelé le Shell Gemini 1000 km), disputées le 20 juillet 1986 sur le Circuit de Brands Hatch, ont été la cinquième manche du Championnat du monde des voitures de sport 1986.

## La course

### Classement de la course
Voici le classement officiel au terme de la course,,,.
- Les premiers de chaque catégorie du championnat du monde sont signalés par un fond jaune.
- Pour la colonne Pneus, il faut passer le curseur au-dessus du modèle pour connaître le manufacturier de pneumatiques.
- Les voitures ne réussissant pas à parcourir 75% de la distance du gagnant sont non classées (NC).

| Pos  | Classe | no  | Écurie                                        | Pilotes                                              | Châssis                            | Pneus | Tours | Temps                      |
| Pos  | Classe | no  | Écurie                                        | Pilotes                                              | Moteur                             | Pneus | Tours | Temps                      |
| ---- | ------ | --- | --------------------------------------------- | ---------------------------------------------------- | ---------------------------------- | ----- | ----- | -------------------------- |
| 1    | C1     | 14  | Liqui Moly                                    | Bob Wollek Mauro Baldi                               | Porsche 956GTi                     | G     | 236   | 5 h 53 min 44 s 430        |
| 1    | C1     | 14  | Liqui Moly                                    | Bob Wollek Mauro Baldi                               | Porsche Type-935 2.6L Flat-6 Turbo | G     | 236   | 5 h 53 min 44 s 430        |
| 2    | C1     | 7   | Joest Racing                                  | Klaus Ludwig Hans-Joachim Stuck Derek Bell           | Porsche 956B                       | G     | 232   | + 4 tours                  |
| 2    | C1     | 7   | Joest Racing                                  | Klaus Ludwig Hans-Joachim Stuck Derek Bell           | Porsche Type-935 2.6L Flat-6 Turbo | G     | 232   | + 4 tours                  |
| 3    | C1     | 19  | Brun Motorsport                               | Thierry Boutsen Frank Jelinski                       | Porsche 956                        | M     | 231   | + 5 tours                  |
| 3    | C1     | 19  | Brun Motorsport                               | Thierry Boutsen Frank Jelinski                       | Porsche Type-935 2.6L Flat-6 Turbo | M     | 231   | + 5 tours                  |
| 4    | C1     | 53  | Silk Cut Jaguar                               | Jean-Louis Schlesser Derek Warwick                   | Jaguar XJR-6                       | D     | 231   | + 5 tours                  |
| 4    | C1     | 53  | Silk Cut Jaguar                               | Jean-Louis Schlesser Derek Warwick                   | Jaguar 6.5L V12 Atmo               | D     | 231   | + 5 tours                  |
| 5    | C1     | 8   | Joest Racing                                  | Klaus Ludwig "John Winter" Paolo Barilla             | Porsche 956                        | G     | 230   | + 6 tours                  |
| 5    | C1     | 8   | Joest Racing                                  | Klaus Ludwig "John Winter" Paolo Barilla             | Porsche Type-935 2.6L Flat-6 Turbo | G     | 230   | + 6 tours                  |
| 6    | C1     | 51  | Silk Cut Jaguar                               | Gianfranco Brancatelli Eddie Cheever                 | Jaguar XJR-6                       | D     | 230   | + 6 tours                  |
| 6    | C1     | 51  | Silk Cut Jaguar                               | Gianfranco Brancatelli Eddie Cheever                 | Jaguar 6.5L V12 Atmo               | D     | 230   | + 6 tours                  |
| 7    | C2     | 79  | Ecurie Ecosse                                 | Ray Mallock David Leslie                             | Ecosse C286                        | A     | 221   | + 15 tours                 |
| 7    | C2     | 79  | Ecurie Ecosse                                 | Ray Mallock David Leslie                             | Rover V64V 3.0L V6 Atmo            | A     | 221   | + 15 tours                 |
| 8    | C1     | 9   | Obermaier Racing                              | Jürgen Lässig Fulvio Ballabio (en) Dudley Wood       | Porsche 956                        | G     | 220   | + 16 tours                 |
| 8    | C1     | 9   | Obermaier Racing                              | Jürgen Lässig Fulvio Ballabio (en) Dudley Wood       | Porsche Type-935 2.6L Flat-6 Turbo | G     | 220   | + 16 tours                 |
| 9    | C1     | 66  | Cosmic Racing Promotions                      | Costas Los Tiff Needell                              | March 84G                          | A     | 219   | + 17 tours                 |
| 9    | C1     | 66  | Cosmic Racing Promotions                      | Costas Los Tiff Needell                              | Porsche Type-935 2.6L Flat-6 Turbo | A     | 219   | + 17 tours                 |
| 10   | C2     | 105 | Kelmar Racing                                 | Pasquale Barberio Maurizio Gellini John Nicholson    | Tiga GC85                          | A     | 209   | + 27 tours                 |
| 10   | C2     | 105 | Kelmar Racing                                 | Pasquale Barberio Maurizio Gellini John Nicholson    | Ford Cosworth DFL 3.3L V8 Atmo     | A     | 209   | + 27 tours                 |
| 11   | C2     | 70  | Spice Engineering                             | Gordon Spice Ray Bellm                               | Spice SE86C                        | A     | 204   | + 22 tours                 |
| 11   | C2     | 70  | Spice Engineering                             | Gordon Spice Ray Bellm                               | Ford Cosworth DFL 3.3L V8 Atmo     | A     | 204   | + 22 tours                 |
| 12   | C2     | 90  | Jens Winther                                  | Jens Winther David Mercer                            | URD C83                            | A     | 195   | + 26 tours                 |
| 12   | C2     | 90  | Jens Winther                                  | Jens Winther David Mercer                            | BMW M88 3.5L I6 Atmo               | A     | 195   | + 26 tours                 |
| 13   | C2     | 98  | Roy Baker Racing Tiga                         | Duncan Bain David Andrews                            | Tiga GC286                         | A     | 191   | + 30 tours                 |
| 13   | C2     | 98  | Roy Baker Racing Tiga                         | Duncan Bain David Andrews                            | Ford Cosworth BDT 1.7L Turbo I4    | A     | 191   | + 30 tours                 |
| 14   | C2     | 83  | Techno Racing                                 | Luigi Taverna Toni Palma Daniele Gasparri            | Alba AR3                           | A     | 176   | + 45 tours                 |
| 14   | C2     | 83  | Techno Racing                                 | Luigi Taverna Toni Palma Daniele Gasparri            | Ford Cosworth DFL 3.3L V8 Atmo     | A     | 176   | + 45 tours                 |
| 15   | C2     | 97  | Roy Baker Racing Tiga                         | Val Musetti (en) David Palmer                        | Tiga GC285                         | A     | 168   | + 53 tours                 |
| 15   | C2     | 97  | Roy Baker Racing Tiga                         | Val Musetti (en) David Palmer                        | Ford Cosworth BDT 1.7L I4 Turbo    | A     | 168   | + 53 tours                 |
| 16   | C2     | 77  | Chamberlain Engineering                       | Gareth Chapman Will Hoy Dan Murphy                   | Tiga TS85                          | A     | 168   | + 53 tours                 |
| 16   | C2     | 77  | Chamberlain Engineering                       | Gareth Chapman Will Hoy Dan Murphy                   | Hart 418T 1.8L I4 Turbo            | A     | 168   | + 53 tours                 |
| 17   | C2     | 95  | Roland Bassaler (de)                          | Dominique Lacaud Pascal Pessiot Roland Bassaler (de) | Sauber SHS C6                      | A     | 168   | + 53 tours                 |
| 17   | C2     | 95  | Roland Bassaler (de)                          | Dominique Lacaud Pascal Pessiot Roland Bassaler (de) | BMW M88 3.5L I6 Atmo               | A     | 168   | + 53 tours                 |
| 18   | C2     | 72  | John Bartlett Racing                          | Robin Donovan Max Cohen-Olivar Kenneth Leim          | Bardon DB1                         | A     | 165   | + 56 tours                 |
| 18   | C2     | 72  | John Bartlett Racing                          | Robin Donovan Max Cohen-Olivar Kenneth Leim          | Ford Cosworth DFL 3.3L V8 Atmo     | A     | 165   | + 56 tours                 |
| Abd. | C1     | 18  | Brun Motorsport                               | Oscar Larrauri Jesús Pareja                          | Porsche 962C                       | M     | 204   | Boite de vitesses          |
| Abd. | C1     | 18  | Brun Motorsport                               | Oscar Larrauri Jesús Pareja                          | Porsche Type-935 2.6L Flat-6 Turbo | M     | 204   | Boite de vitesses          |
| Abd. | C1     | 6   | Sponsor Guest Team                            | Andrea De Cesaris Bruno Giacomelli                   | Lancia LC2                         | D     | 156   | Boite de vitesses          |
| Abd. | C1     | 6   | Sponsor Guest Team                            | Andrea De Cesaris Bruno Giacomelli                   | Ferrari 308C 3.0L V8 Turbo         | D     | 156   | Boite de vitesses          |
| Abd. | C2     | 74  | Gebhardt Motorsport                           | Max Payne Nick Adams Stanley Dickens                 | Gebhardt JC853                     | A     | 149   | Accident                   |
| Abd. | C2     | 74  | Gebhardt Motorsport                           | Max Payne Nick Adams Stanley Dickens                 | Ford Cosworth DFL 3.3L V8 Atmo     | A     | 149   | Accident                   |
| Abd. | C2     | 102 | Lucien Rossiaud (de)                          | Lucien Rossiaud (de) Bruno Sotty Noël del Bello (de) | Rondeau M379C                      | A     | 133   | Moteur                     |
| Abd. | C2     | 102 | Lucien Rossiaud (de)                          | Lucien Rossiaud (de) Bruno Sotty Noël del Bello (de) | Ford Cosworth DFV 3.0L V8 Atmo     | A     | 133   | Moteur                     |
| Abd. | C1     | 17  | Brun Motorsport                               | Massimo Sigala Walter Brun                           | Porsche 962C                       | M     | 107   | Moteur                     |
| Abd. | C1     | 17  | Brun Motorsport                               | Massimo Sigala Walter Brun                           | Porsche Type-935 2.6L Flat-6 Turbo | M     | 107   | Moteur                     |
| Abd. | GTP    | 21  | Richard Cleare Racing (pl)                    | Richard Cleare (pl) James Weaver Lionel Robert       | March 85G                          | G     | 46    | Accident                   |
| Abd. | GTP    | 21  | Richard Cleare Racing (pl)                    | Richard Cleare (pl) James Weaver Lionel Robert       | Porsche Type-962 3.2L Flat-6 Turbo | G     | 46    | Accident                   |
| Abd. | C1     | 20  | Tiga Team                                     | Tim Lee-Davey Lee Crang                              | Tiga GC86                          | D     | 41    | Accident                   |
| Abd. | C1     | 20  | Tiga Team                                     | Tim Lee-Davey Lee Crang                              | Ford Cosworth DFL 3.3L V8 Atmo     | D     | 41    | Accident                   |
| Abd. | C2     | 99  | Roy Baker Racing Tiga                         | John Sheldon Thorkild Thyrring                       | Tiga GC286                         | A     | 35    | Arbre de transmission      |
| Abd. | C2     | 99  | Roy Baker Racing Tiga                         | John Sheldon Thorkild Thyrring                       | Ford Cosworth BDT 1.7L I4 Turbo    | A     | 35    | Arbre de transmission      |
| Abd. | C2     | 75  | ADA Engineering                               | Evan Clements (de) Ian Harrower                      | Gebhardt JC843                     | A     | 28    | Accident                   |
| Abd. | C2     | 75  | ADA Engineering                               | Evan Clements (de) Ian Harrower                      | Ford Cosworth DFL 3.3L V8 Atmo     | A     | 28    | Accident                   |
| Abd. | C2     | 92  | Automobiles Louis Descartes                   | Louis Descartes Jacques Heuclin                      | ALD 02                             | A     | 28    | Accident                   |
| Abd. | C2     | 92  | Automobiles Louis Descartes                   | Louis Descartes Jacques Heuclin                      | BMW M88 3.5L I6 Atmo               | A     | 28    | Accident                   |
| Abd. | C2     | 89  | Martin Schanche Racing                        | Martin Schanche Torgye Kleppe                        | Argo JM19                          | G     | 20    | Couronne et pignon         |
| Abd. | C2     | 89  | Martin Schanche Racing                        | Martin Schanche Torgye Kleppe                        | Zakspeed 1.9L I4 Turbo             | G     | 20    | Couronne et pignon         |
| Abd. | C2     | 84  | Simpson Engineering Ltd.                      | Vivian Candy Robin Smith (de) "Stingbrace"           | Simpson C286                       | A     | 0     | Feu                        |
| Abd. | C2     | 84  | Simpson Engineering Ltd.                      | Vivian Candy Robin Smith (de) "Stingbrace"           | Ford Cosworth DFV 3.0L V8 Atmo     | A     | 0     | Feu                        |
| Np.  | C1     | 33  | Danone Porsche España John Fitzpatrick Racing | Emilio de Villota Fermín Vélez                       | Porsche 956B                       | G     | -     | Accident durant le warm up |
| Np.  | C1     | 33  | Danone Porsche España John Fitzpatrick Racing | Emilio de Villota Fermín Vélez                       | Porsche Type-935 2.6L Flat-6 Turbo | G     | -     | Accident durant le warm up |
| Nq.  | C2     | 104 | Jean-Claude Ferrarin (de)                     | Jean-Claude Ferrarin (de) Philippe Mazué             | Isolia 001                         | A     | -     |                            |
| Nq.  | C2     | 104 | Jean-Claude Ferrarin (de)                     | Jean-Claude Ferrarin (de) Philippe Mazué             | Ford Cosworth DFV 3.0L V8 Atmo     | A     | -     |                            |

## Pole position et record du tour
- Pole position :  Hans-Joachim Stuck (#7 Joest Racing) en 1 min 16 s 270
- Meilleur tour en course :  Bob Wollek (#14 Liqui Moly) en 1 min 18 s 680

## À noter
- Longueur du circuit : 4,207 km
- Distance parcourue par les vainqueurs : 1 001,071 km